# Meridiano 155 W
O meridiano 155 W é um meridiano que, partindo do Polo Norte, atravessa o Oceano Ártico, América do Norte, Oceano Pacífico, Oceano Antártico, Antártida e chega ao Polo Sul. Forma um círculo máximo com o Meridiano 25 E.
Começando no Polo Norte, o meridiano 155º Oeste tem os seguintes cruzamentos:
| País, território ou mar | Notas |
| ----------------------- | --- |
| Oceano Ártico           | |
| Mar de Beaufort         | |
| Estados Unidos          | Alasca |
| Oceano Pacífico         | Passa a oeste da Ilha Kodiak, Alasca, Estados Unidos · Passa a oeste da Ilha Tugidak, Alasca, Estados Unidos |
| Estados Unidos          | Ilha Havai, Havai                                                                                            |
| Oceano Pacífico         | Passa a oeste da Ilha Malden, Kiribati                                                                       |
| Oceano Antártico        | |
| Antártida               | Dependência de Ross, reivindicada pela Nova Zelândia                                                         |